# Championnats de France d'athlétisme en salle 1988
Navigation
Édition précédente Édition suivante
Les Championnats de France d'athlétisme en salle 1988 ont eu lieu les 20 et 21 février 1988 au Stade couvert régional de Liévin. Le 3 000 mètres masculin se déroule le 30 janvier 1988 à Paris (INSEP).

## Palmarès
| Discipline       | Hommes              | Hommes        | Femmes              | Femmes         |
| ---------------- | ------------------- | ------------- | ------------------- | -------------- |
| 60 m             | Daniel Darien       | 6 s 68        | Patricia Girard     | 7 s 28         |
| 200 m            | Daniel Sangouma     | 20 s 90       | Martine Cassin      | 23 s 87        |
| 400 m            | Thierry Diagana     | 47 s 28       | Fabienne Ficher     | 53 s 17        |
| 800 m            | André Lavie         | 1 min 50 s 57 | Nathalie Thoumas    | 2 min 5 s 35   |
| 1 500 m          | Jacky Carlier       | 3 min 48 s 68 | Frédérique Lefebvre | 4 min 25 s 50  |
| 3 000 m          | Jacky Carlier       | 8 min 1 s 94  | -                   | -              |
| 60 m haies       | Philippe Tourret    | 7 s 73        | Laurence Elloy      | 7 s 99         |
| Saut en hauteur  | Dominique Hernandez | 2,21 m        | Madely Beaugendre   | 1,91 m         |
| Saut à la perche | Philippe Collet     | 5,65 m        | -                   | -              |
| Saut en longueur | Claude Morinière    | 7,87 m        | Muriel Leroy        | 6,29 m         |
| Triple saut      | Serge Hélan         | 16,47 m       | -                   | -              |
| Lancer du poids  | Luc Viudès          | 18,67 m       | Léone Bertimon      | 15,85 m        |
| 3 000 m marche   | -                   | -             | Suzanne Griesbach   | 13 min 28 s 82 |
| 5 000 m marche   | Jean-Claude Corre   | 19 min 9 s 73 | -                   | -              |